# さえぐさじゅん
さえぐさ じゅんは、日本の漫画家、イラストレーター、同人作家。別ペンネームにものぐさ ずんなどがある。

## 概要
12月9日生まれ。東京都出身。1976年より個人誌の出版をはじめる。1979年、雑誌『花とゆめ』夏の増刊号に掲載された漫画「たとえばおかしな恋物語!?」で商業誌デビュー。「三月館」のサークル名で同人活動も続け、1980年にはコミックマーケットのポスター、1983年にはカタログの表紙を担当した。1984年に単行本『春色のラプソディ』を刊行。その他、唯川恵のティーンズ向け小説などのイラストを担当した。

## 単行本
- 『春色のラプソディ』（発行：シャピオ、発売：みき書房、1984年1月）
  - 収録作品：「夜明け前　迷宮にて」「たとえばおかしな恋物語!?」「キャラクターが多すぎて!?」「エヴァグリーンの小さな夢」「エヴァグリーンの日曜日」「罰ゲーム!?」「四季の花ものがたり」「たばすこちっく不安たじいわあるど」「ものぐさちっく不安たじいわあるど」「スパイス・キャット」「星の雨」「一晩だけの魔法使い」「春色のラプソディ」

## 本のイラスト
- 岬兄悟『乙女心はハードボイルド』（コバルト文庫、1986年5月）
- 岬兄悟『池猫中学探偵同好会〈2〉乙女心はノンストップ』（コバルト文庫、1988年2月）
- ファンタージェン旅行社編『剣と魔法と竜の国』（辰巳出版、1986年8月）
- 唯川恵『そんなあなたにリフレイン』（コバルト文庫、1986年10月）
- 唯川恵『1/2(ハーフ)タイムの恋人』（コバルト文庫、1987年1月）
- 唯川恵『夢色ラビリンス』（コバルト文庫、1987年4月）
- 唯川恵『さよならコンプレックス』（コバルト文庫、1987年7月）
- 唯川恵『素敵な迷い子たち』（コバルト文庫、1987年10月）
- 唯川恵『ためらいがちのシーズン』（コバルト文庫、1988年3月）
- 唯川恵『きらめきイリュージョン』（コバルト文庫、1988年6月）
- 唯川恵『恋はだれのせいでもなくて』（コバルト文庫、1989年4月）
- 唯川恵『恋はいつも切なくて』（コバルト文庫、1989年6月）
- 唯川恵『恋は秋色に染めて―去りゆく季節のために』（コバルト文庫、1989年9月）
- 唯川恵『ツインハート抱きしめて』（コバルト文庫、1989年12月）
- 唯川恵『ツインハート抱きしめて〈2〉あなたとミラクル・シンドローム』（コバルト文庫、1990年4月）
- 唯川恵『ツインハート抱きしめて〈3〉ラブ・ジャンクションお手やわらかに』（コバルト文庫、1990年7月）
- 唯川恵『ツインハート抱きしめて〈4〉ハートフルが止まらない』（コバルト文庫、1990年10月）
- 唯川恵『ツインハート抱きしめて〈5〉よろしくマイ・スイートハート』（コバルト文庫、1991年1月）
- 藤井青銅『超能力はワインの香り』（富士見ファンタジア文庫、1988年12月）
- 南田操『コミケ中止命令!』（富士見ファンタジア文庫、1989年10月）
- 沢井いづみ『課外授業はおまじないゲーム』（ポプラ社文庫、1990年6月）
- 沢井いづみ『課外授業は恋の探偵団』（ポプラ社文庫、1990年12月）
- 遠野美奈子『す・て・き・さ マイハート』（いちご文庫、1990年6月）